# Unión Deportiva Melilla "B"
La Unión Deportiva Melilla "B" nació en julio de 2013 con la fusión del Sociedad Cultural y Recreativa Casino del Real y la U. D. Melilla, ocupando la plaza del Casino del Real. Militará en la Tercera División de España en el Grupo IX a partir de la temporada 2013/14. El club juega como local en el Estadio de la Espiguera.

## Datos del club
- Temporadas en Tercera División: 1
- Temporadas en 1ª Autonómica de Melilla: 6

## Trayectoria
| Temporada | Categoría | División                 | Puesto |
| --------- | --------- | ------------------------ | ------ |
| 2013/14   | 4         | 3ª                       | 18º    |
| 2014–18   | -         | Sin participación        | —      |
| 2018/19   | 5         | 1ª Autonómica de Melilla | 4º     |
| 2019/20   | 5         | 1ª Autonómica de Melilla | 1º     |
| 2020/21   |           | Sin participación        |        |
| 2021/22   | 6         | 1ª Autonómica de Melilla | 5º     |
| 2022/23   |           | Sin participación        |        |
| 2023/24   |           | Sin participación        |        |
| 2024/25   | 6         | 1ª Autonómica de Melilla | 1º     |

## Palmarés
- Campeón Preferente de Melilla (2): 2019/20 y 2024/25[2]
- Campeón Copa RFEF Fase Regional de Melilla (1): 2020/21[3]
  - Subcampeón Copa RFEF Fase Regional de Melilla. (1): 2019/20